# Aphyllorchis anomala
Aphyllorchis anomala là một loài thực vật có hoa trong họ Lan. Loài này được Dockrill mô tả khoa học đầu tiên năm 1965.